# EZ Весов
EZ Весов (лат. EZ Librae) — одиночная переменная звезда в созвездии Весов на расстоянии (вычисленном из значения параллакса) приблизительно 18864 световых лет (около 5784 парсеков) от Солнца. Видимая звёздная величина звезды — от +16,5m до +15,8m.

## Характеристики
EZ Весов — пульсирующая переменная звезда типа RR Лиры (RRAB).